# Linea Tsugaru-Kaikyō
La linea Kaikyō (海峡線?, Kaikyō-Sen) è una linea ferroviaria che collega le prefetture di Hokkaidō e Aomori, gestita da JR Hokkaidō; si tratta dell'unico collegamento ferroviario fra le isole di Hokkaidō ed Honshū, attraverso il tunnel Seikan, il tunnel sottomarino più lungo del mondo.
Il nome della linea proviene dalla parola giapponese Kaikyō, che significa stretto.

## Tracciato

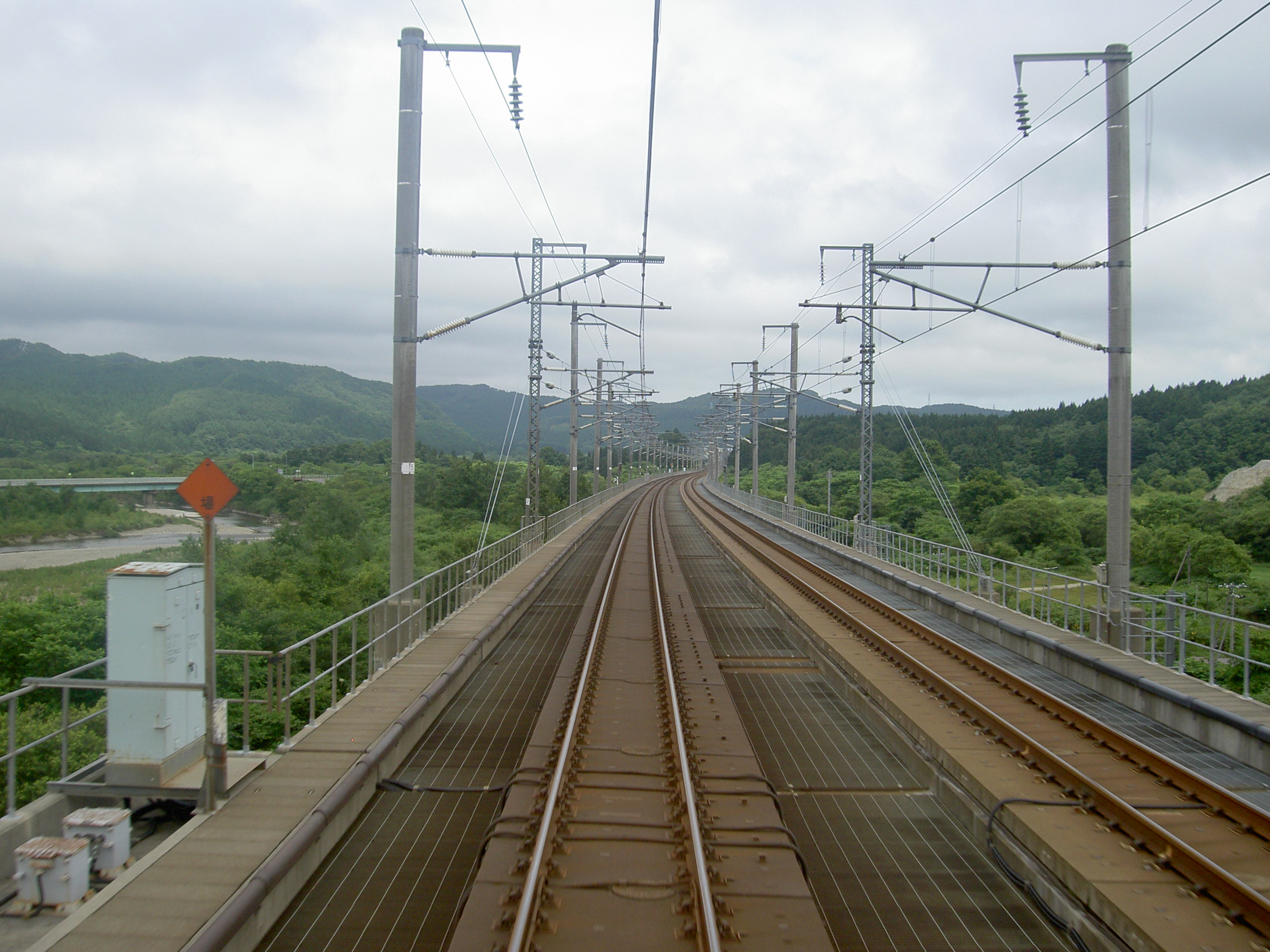
La linea Kaikyō fra Tsugaru-Imabetsu e l'ingresso del tunnel

La linea si origina dalla linea Tsugaru, gestita da JR East, poco dopo la stazione di Naka-Oguni (capolinea ufficiale della linea Kaikyō ma non effettivo, poiché tutti i treni che transitano su questa linea proseguono verso Aomori).
Le due linee si ri-incontrano dopo una ventina di km, in corrispondenza della stazione di Tsugaru-Imabetsu, limitrofa alla stazione di Tsugaru-Futamata sulla linea Tsugaru. Poco dopo Tsugaru-Imabetsu inizia il tunnel Seikan, che attraversa l'omonimo Seikan, nel quale sono situate le stazioni di Tappi-Kaitei e Yoshioka-Kaitei. Il tunnel termina in Hokkaidō dove la linea si allaccia alla linea Esashi alla stazione di Kikonai; anche questo capolinea è soltanto ufficiale, in quanto tutti i treni proseguono sulla linea Esashi prima e sulla linea principale Hakodate poi in direzione di Hakodate.
Spesso viene usata la denominazione linea Tsugaru-Kaikyō (津軽海峡線?, Tsugaru-Kaikyō-Sen) per riferirsi all'insieme dei segmenti delle quattro linee (Tsugaru, Kaikyō, Esashi e Hakodate) che collegano Aomori e Hakodate.

## Treni
La linea è attraversata da tutti i treni che collegano Hokkaidō e Honshū: i notturni Cassiopeia, Hokutosei, Hamanasu e Twilight Express, e gli espressi diurni Hakuchō e Super Hakuchō.
Data la scarsità di stazioni presenti (soltanto due escludendo i capolinea e le stazioni sottomarine), e la relativamente grande distanza fra loro, sulla linea Kaikyō non viene effettuato alcun servizio locale.

## Stazioni
A differenza della maggioranza delle linee gestite da JR Hokkaido, le stazioni della linea Kaikyō non sono numerate.
| Nome             | Nome in lingua originale | Distanza (da Naka-Oguni) | Coincidenze                                              | Posizione  | Posizione |
| ---------------- | ------------------------ | ------------------------ | -------------------------------------------------------- | ---------- | --------- |
| Naka-Oguni       | 中小国駅                 | 0,0 km                   | East Japan Railway Company (JR East): - ■ Linea Tsugaru  | Sotogahama | Aomori    |
| Tsugaru-Imabetsu | 津軽今別駅               | 13,0 km                  |                                                          | Imabetsu   | Aomori    |
| Tappi-Kaitei     | 竜飛海底駅               | 32,5 km                  |                                                          | Sotogahama | Aomori    |
| Yoshioka-Kaitei  | 吉岡海底駅               | 55,5 km                  |                                                          | Fukushima  | Hokkaidō  |
| Shiriuchi        | 知内駅                   | 76,0 km                  |                                                          | Shiriuchi  | Hokkaidō  |
| Kikonai          | 木古内駅                 | 87,8 km                  | Hokkaido Railway Company (JR Hokkaidō): - ■ Linea Esashi | Kikonai    | Hokkaidō  |